# 1-й Сінний провулок (Житомир)
1-й Сінний провулок — провулок у Богунському районі міста Житомира.

## Розташування і забудова
Провулок розташований в місцевості «Сінний Ринок». Провулок протяжністю 150 м. Бере початок з вулиці Домбровського та завершується з'єднанням з 3-м Крошенським провулком. Переважає садибна житлова забудова. Наявна також територія з промисловою забудовою.

## Історія
Провулок вперше показаний на плані 1915 року як Сінний. На той час був східною межею Сінної площі, що пізніше зникла у результаті забудови та облаштування на ній Сінного ринку. Тривалий час Сінний провулок мав відгалуження у східному напрямі, що згодом виділилося в окремий топонімічний об'єкт — 3-й Крошенський провулок. Забудова 1-го Сінного провулка сформувалася до 1950-х років. Назву провулок отримав у 1957 році. Назва провулка є похідною від старої назви вулиці, з якої він розпочинається — Сінної вулиці (нині Домбровського).